# Tenor Saw
Tenor Saw (född som Clive Bright; 11 februari 1966 i Kingston, Jamaica, död 20 augusti 1988 i Houston, Texas) var en av de mest framgångsrika reggaesångarna inom sub-genren dancehall på 1980-talet, under de år då elektroniska och programmerbara instrument gjorde sitt intåg i den jamaicanska populärmusiken.  Hans mest kända låtar var "Ring The Alarm (Another Sound Is Dying)" 1985 till "Stalag 17"-rytmen, "Roll Call" 1984, "Pumpkin Belly" och "Lots Of Sign" 1985.
Han blev påkörd av en bil och avled endast 21 år gammal i Houston, Texas, USA. Dödsorsaken är dock till denna dag omdiskuterat. En medisinsk obduktion i Houston indikerar lunginflammation. Andra påstår at Tenor Saw blev mördad.

## Diskografi

### Album
Soloalbum
- 1985 – Fever

Samarbeten
- 1985 – Power House Presents Tenor Saw And Nitty Gritty (Tenor Saw och Nitty Gritty)
- 1985 – Clash (Tenor Saw och Cocoa Tea)
- 1986 – The Golden Hen (Tenor Saw och Don Angelo)

Annat
- 1989 – Wake The Town (Tribute To Tenor Saw)
- 1991 – Tenor Saw Lives On: A Tribute To Tenor Saw (med bl.a. Dez Michell, Joe Lick Shot, Jammy Bolo, Daddy Life och Barrington Levy)
- 1994 – With Lots of Sign (Tenor Saw och Nitty Gritty, samlingsalbum)
- 1997 – Collectors Item Vol. 2: Golden Hen Extended (med Tenor Saw, Don Angelo, Barry Brown och Willie Williams)

### Singlar
Solosinglar (urval)
- 1984 – "African Children" / "African Children Version" (som "Tenna Saw")
- 1985 – "Pumkin Belly" / "Version "Sleng Teng""
- 1985 – "Ring the Alarm" / "Ring the Alarm (version)"
- 1985 – "Victory Train" / "Version"
- 1985 – "Rub A Dub" / "Version"
- 1986 – "Golden Hen" / "Gorgan Players – Golden Dub"
- 1987 – "Come Me Just A Come"
- 1987 – "Kiss An Angel" / "Angel Dub"
- 1987 – "Wake The Town" / "Town Dub"
- 1987 – "Dance Hall Feeling" / "Version" (Skengdon All Stars)
- 1988 – "Run Come Call Me" / "Lots Of Sign"

Annat
- 1984 – "Roll Is Called" / "Queen Majesty Version" (delad singel: Tenor Saw / Sly and Robbie)
- 1984 – "True Confession" / "Roll Is Called" (delad singel: Little John & Peter Metro / Tenor Shaw)
- 1986 – "Chill Out, Chill Out" (delad 12" maxi-singel: General Doggie, Digital English, Sidney Mills och Tenor Shaw)